# オリンド・メア
オリンド・マーレ（Olindo Mare 1973年6月6日- ）はフロリダ州ハリウッド出身のアメリカンフットボール選手。現在フリーエージェント。ポジションはプレースキッカー。

## 経歴
高校時代はアメリカンフットボールとサッカーを行った。マクマレイカレッジを経てシラキューズ大学でプレーした。
1996年、ニューヨーク・ジャイアンツとドラフト外フリーエージェントで契約を結んだがロースターには残れず、プラクティススクワッドで過ごした。
1997年から2006年まで10シーズン、マイアミ・ドルフィンズでプレーした。
1999年にはNFL歴代トップとなる39本のFGを成功させ（2005年にニール・ラッカーズが40回成功させ記録を更新）、プロボウルとオールプロに選ばれた。この年10月17日のニューイングランド・ペイトリオッツ戦では6本のFGをすべて成功させた。
2001年、NFLトップの90.5%のFGを成功した。カロライナ・パンサーズ戦ではフェイクFGを狙い、ボールを受けて走ったが5ヤードのロスに終わった。
2004年には脹脛を負傷し、ウェス・ウェルカーが彼の代わりにキックを蹴った。
2005年には30回のFG中25回成功、キックオフでは平均67.0ヤード、73回のキック中16回がタッチバックとなった。この年オンサイドキックを自らリカバーしている。
ドルフィンズでは10シーズンプレーし、歴代トップの1,048得点をあげた。
2006年はFG成功率72%に終わり、2007年4月3日、ドルフィンズからドラフト6巡指名権と引き換えにニューオーリンズ・セインツにトレードされた。彼の獲得からすぐに、セインツはジョン・カーニーを解雇した。足の付け根の筋肉を傷めた彼は、プレシーズンゲームの最終戦で3本のFGを失敗、インディアナポリス・コルツとの開幕戦でもFGを失敗した。パンターのスティーブン・ウェザフォードが彼の代わりに数試合キックオフを蹴った。ジャクソンビル・ジャガーズ戦で2本目のFGを失敗すると、その試合で50ヤード以上のFGを狙う彼に対してファンはブーイングを浴びせ、彼はミスした。FGの失敗が続いたものの、ヘッドコーチのショーン・ペイトンは彼を故障者リスト入りするまで使い続け、アトランタ・ファルコンズ戦で負傷した後、マーティン・グラマティカにポジションを奪われた。この年FG17回中10回成功と自己最低58％の成功にとどまっている。の2008年2月27日、セインツから解雇された。
2008年3月27日、シアトル・シーホークスと2年350万ドルで契約を結んだ。ブランドン・コウトゥとのポジション争いに勝利した彼は、この年FGを27回中24回成功、トライフォーポイントはすべて成功させた。12月14日のセントルイス・ラムズ戦では試合終了と同時に27ヤードの決勝FGを決めてチームに3勝目をもたらした。
2009年の第3週、シカゴ・ベアーズ戦で2本のFGを失敗、6点差で破れると試合終了後、ジム・モーラヘッドコーチは彼を批判した。第13週のサンフランシスコ・フォーティナイナーズ戦では残り4秒に30ヤードの決勝FGを成功させ20-17でシーホークスは勝利した。
この年彼はFG26回中24回成功、チーム記録となる21回連続FG成功の記録を作り、プロボウルの補欠となった。
2010年2月、シーホークスからフランチャイズ指定を受けた。この年の第7週アリゾナ・カージナルス戦では5本のFGを全て決めて、NFL歴代6位の30回連続FG成功を達成した。
ロックアウト終了後の2011年7月、シーホークスと再契約は結ばず、カロライナ・パンサーズと4年間1200万ドル（400万ドルのサインボーナスを含む）の契約を結んだ。2011年シーズン、FG成功率78.6%、NFLトップとなる53回のタッチバックを記録したが、2012年8月、ジャスティン・メドロックとのポジション争いに敗れ、パンサーズを解雇された。10月9日にワシントン・レッドスキンズのワークアウトを受けたが契約にはいたらず、カイ・フォーバスが契約を勝ち取った。
12月11日、ロビー・ゴールドが故障者リスト入りしたシカゴ・ベアーズにトライアウトでビリー・カンディフ、ニール・ラッカーズと競争した末、1年契約を結んだ。12月16日のグリーンベイ・パッカーズ戦で2本のFGを成功させたが、チームは13-21で敗れた。
2012年シーズン終了後、フリーエージェントとなった。

## 人物
父親がイタリアのトリノ生まれである彼は、セリエAのユヴェントスFCのファンである。
ワーレイの歌、『TV in the Radio』の歌詞の中に彼の名前が登場する。